# La voz... México
Pour les articles homonymes, voir La Voz et The Voice.
La voz... México est une émission de télévision mexicaine de télé-crochet musicale diffusée sur Azteca Uno.

## Coaches
| Coachs    | Coachs           | Coachs           | Coachs              | Coachs           |
| --------- | ---------------- | ---------------- | ------------------- | ---------------- |
| Saison 1  | Alejandro Sanz   | Lucero           | Espinoza Paz        | Alex Syntek      |
| Saison 2  | Miguel Bosé      | Paulina Rubio    | Beto Cuevas         | Jenni Rivera     |
| Saison 3  | Wisin & Yandel   | Alejandra Guzmán | Marco Antonio Solís | David Bisbal     |
| Saison 4  | Ricky Martin     | Laura Pausini    | Julion Álvarez      | Yuri             |
| Saison 5  | Alejandro Sanz   | JORGE & Hernán   | Gloria Trevi        | J Balvin         |
| Saison 6  | Maluma           | Laura Pausini    | Carlos Vives        | Yuri             |
| Saison 7  | Maluma           | Annita           | Carlos Rivera       | Natalia Jimenez  |
| Saison 8  | Ricardo Montaner | Yahir            | Belinda             | Lupillo Rivera   |
| Saison 9  | Christian Nodal  | María Jose       | Belinda             | Ricardo Montaner |
| Saison 10 | Jesús Navarro    | Edith Marquez    | Miguel Bose         | María Jose       |
| Saison 11 | Joss Favela      | Ha*Ash           | Yuridia             | David Bisbal     |

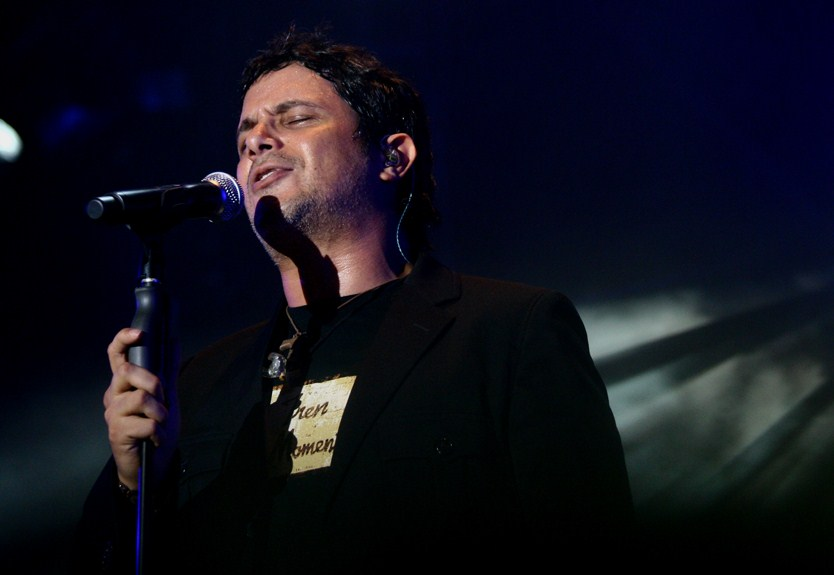
Alejandro sanz (coach gagnant saison 1)
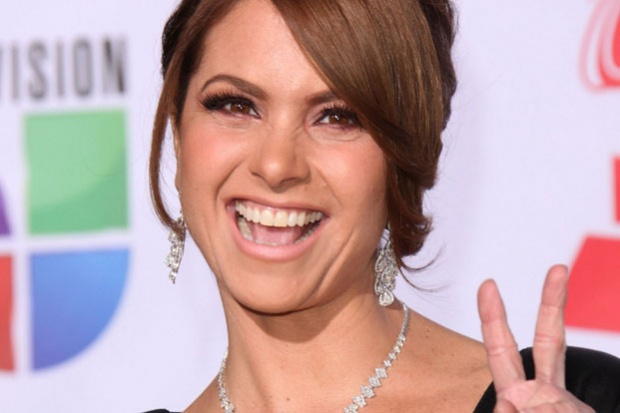
Lucero
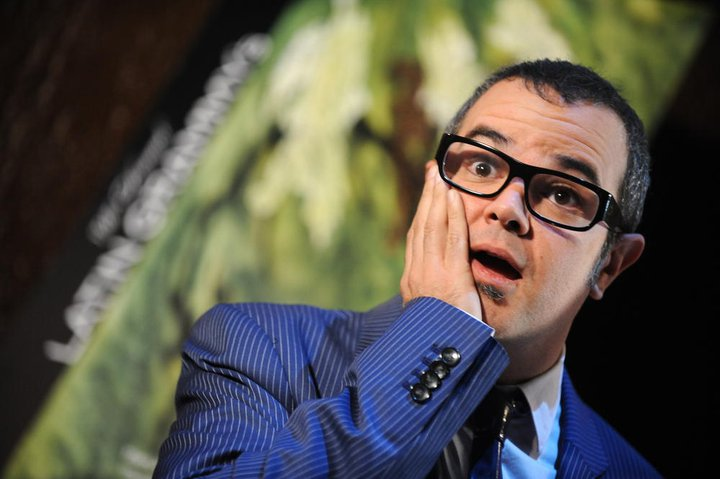
Aleks Syntek
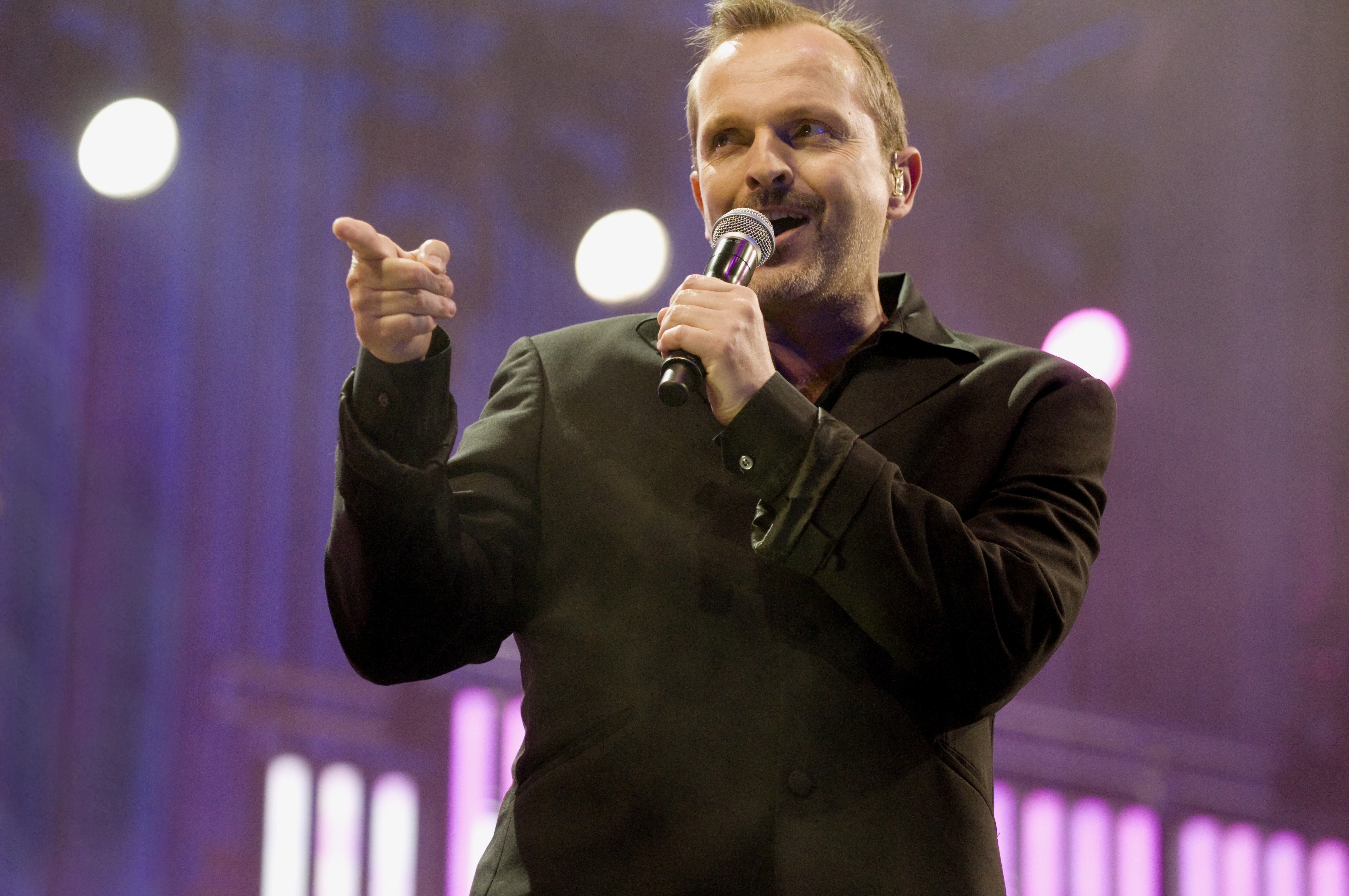
Miguel Bose
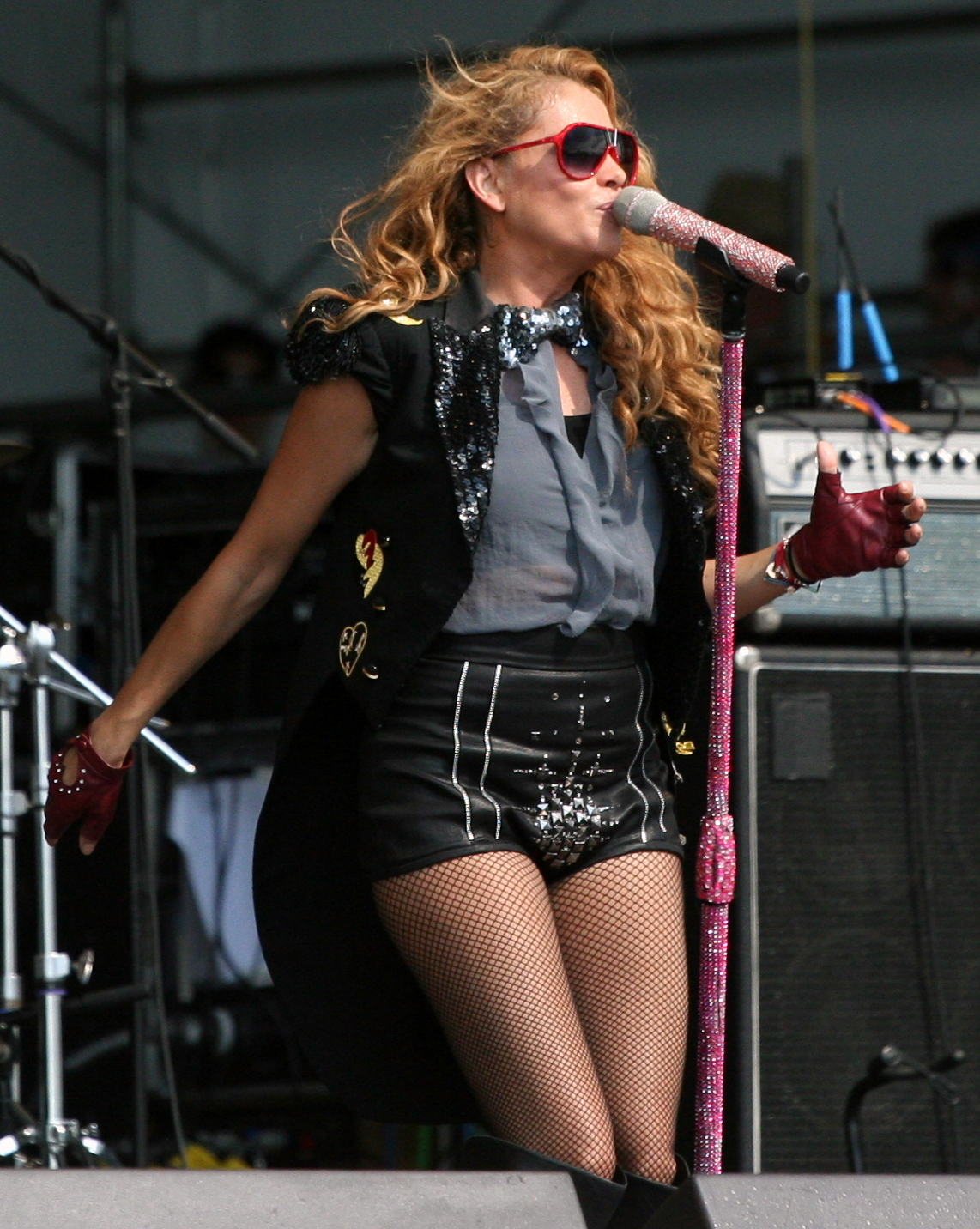
Paulina Rubio
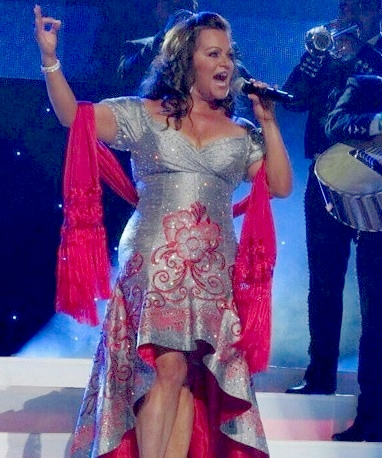
Jenni Rivera (coach gagnante saison 2)
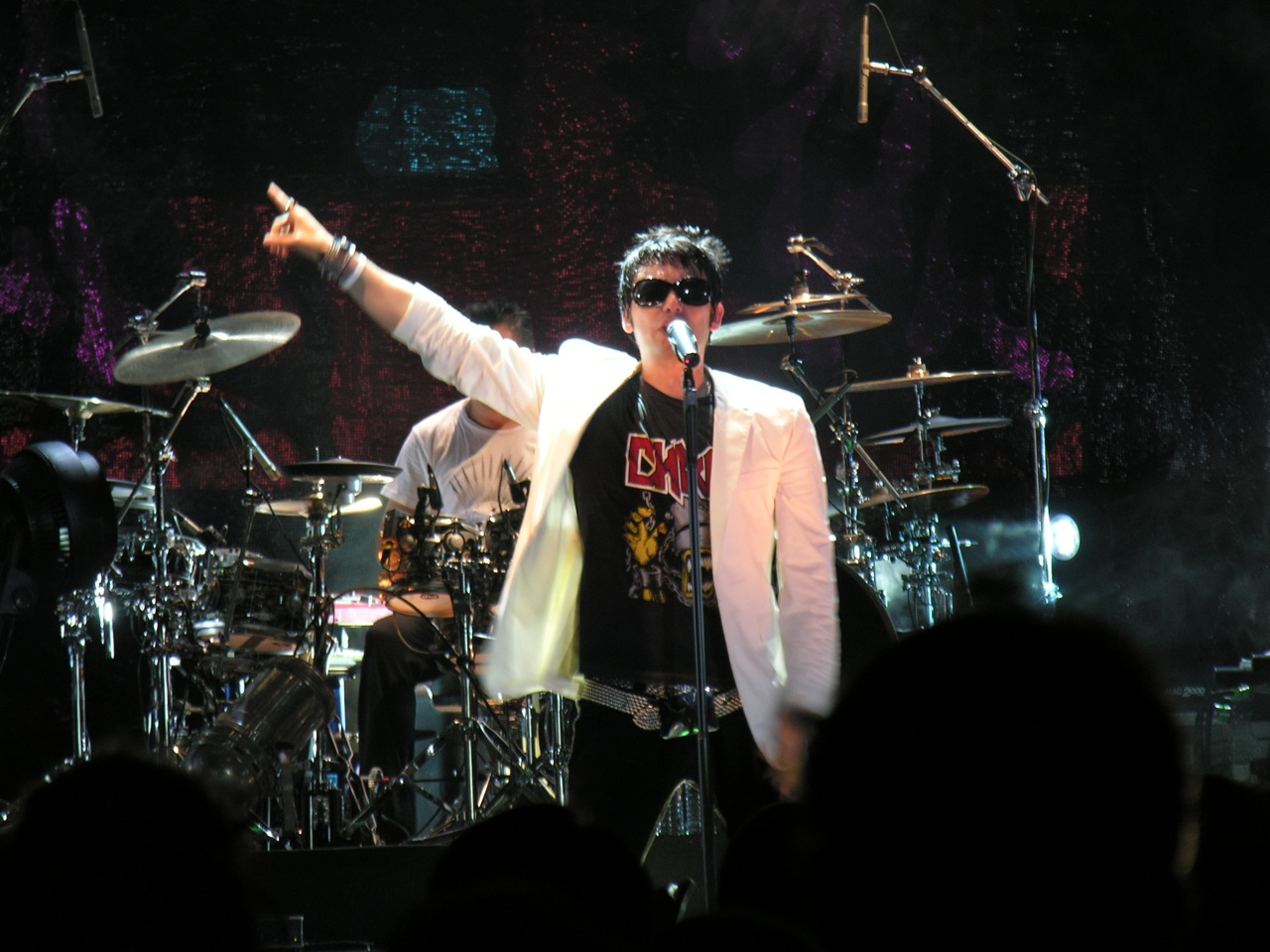
Beto Cuevas
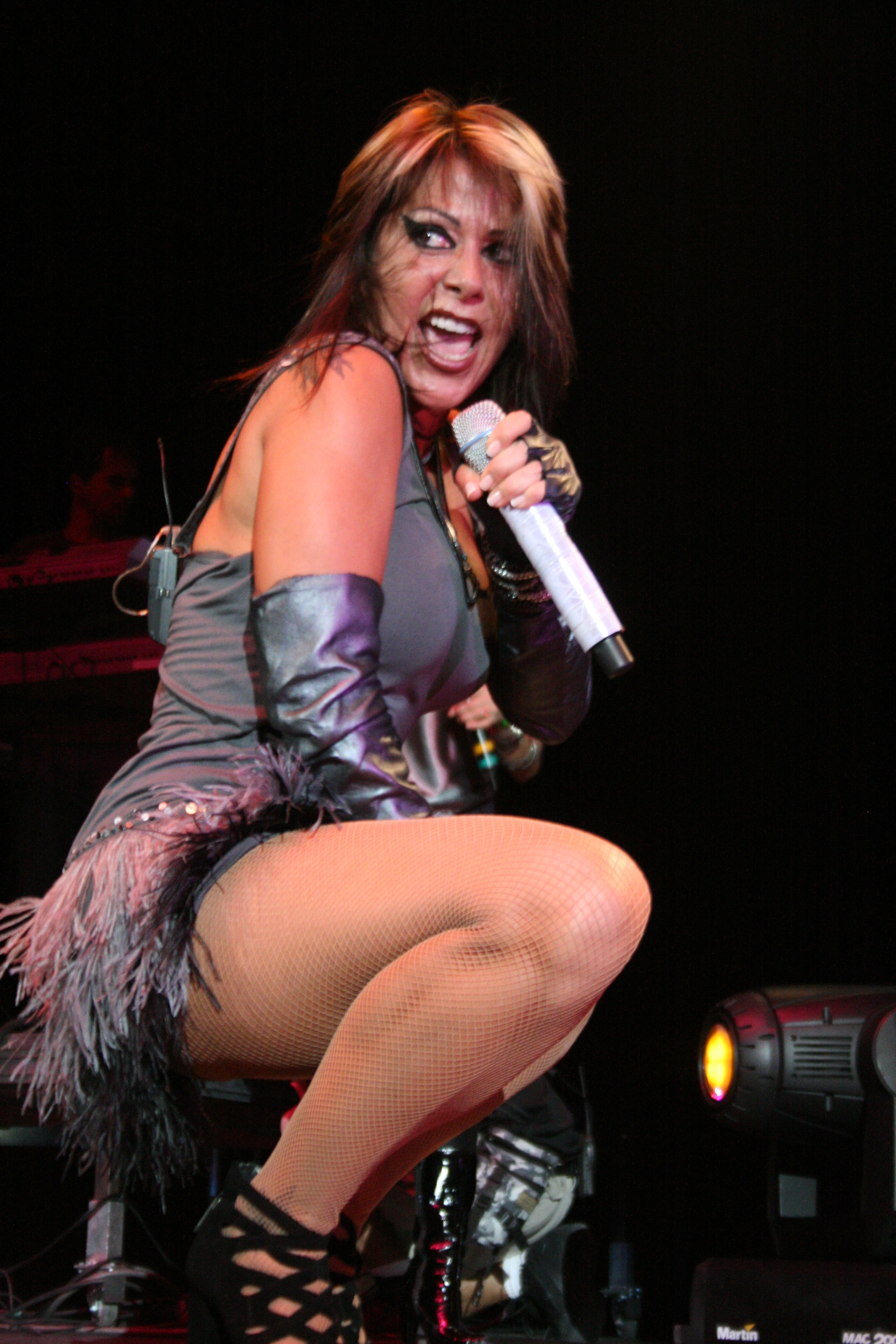
Alejandra Guzman
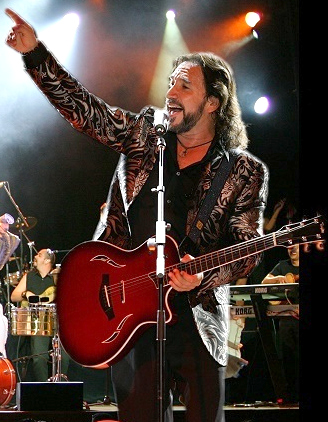
Marco Antonio Solís (coach gagnant saison 3)
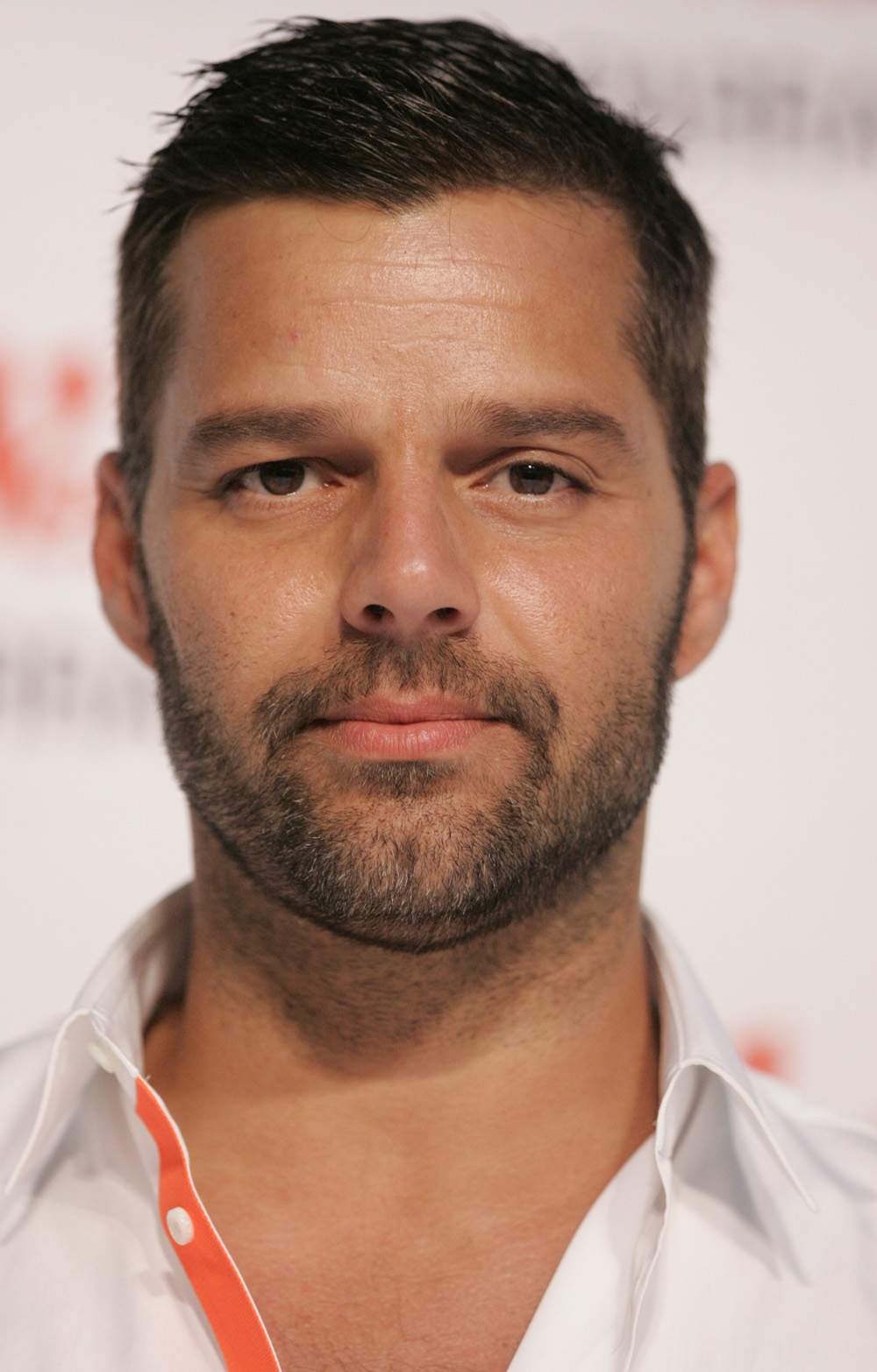
Ricky Martin
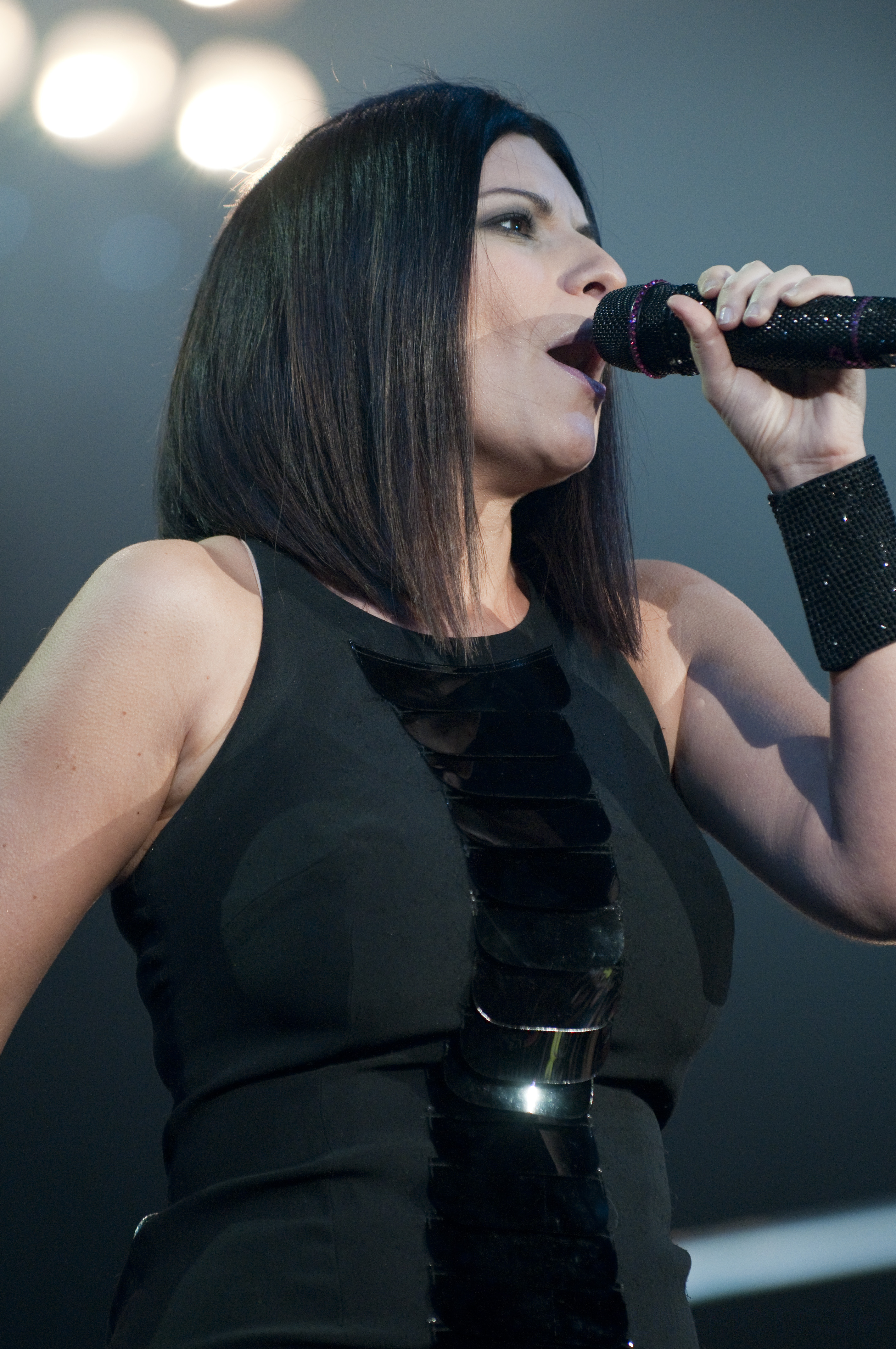
Laura Pausini
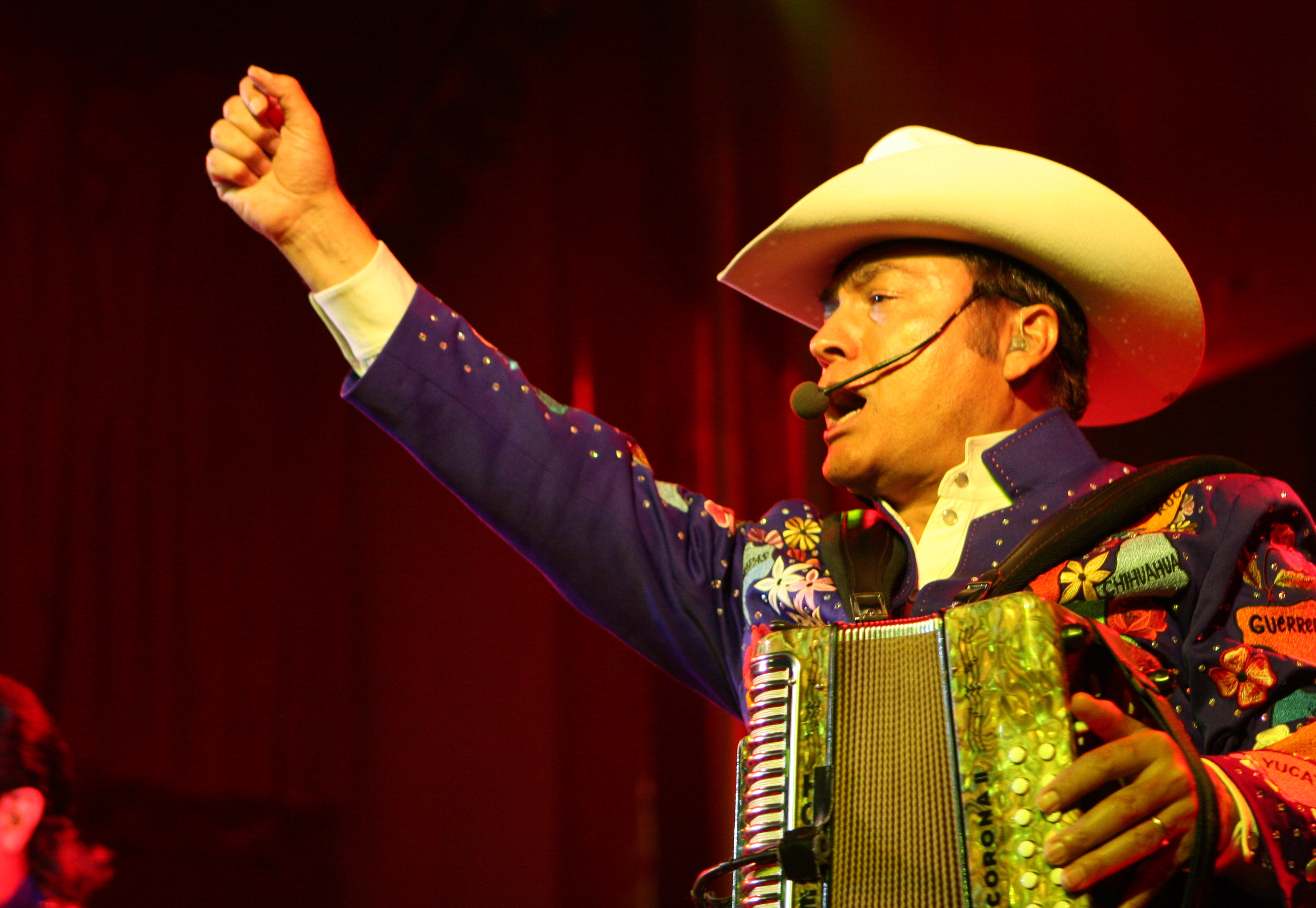
Los Tigres del Norte
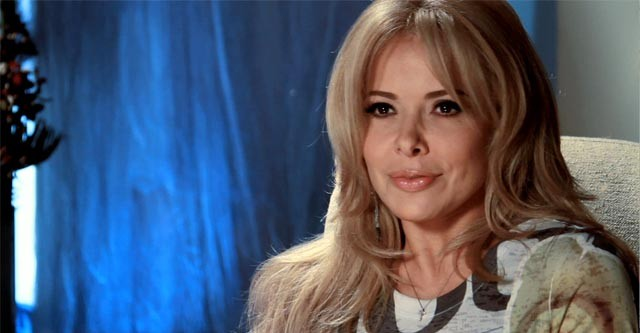
Gloria Trevi
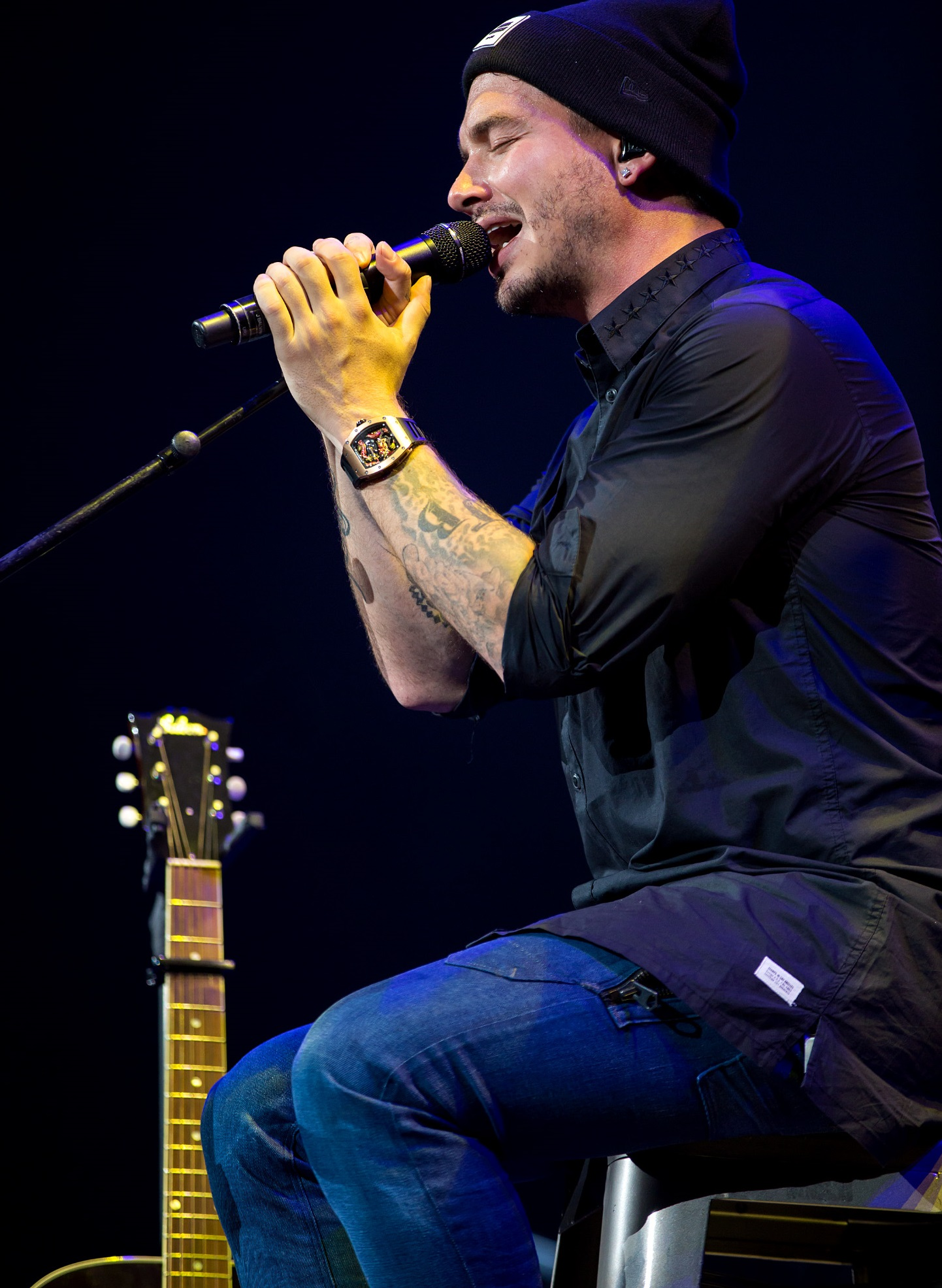
J Balvin (coach gagnant saison 5)

## Coaches' advisors
| Saison | Alejandro Sanz   | Lucero               | Espinoza Paz        | Aleks Syntek     |
| 1      | Mario Domm       | Manuel Mijares       | David Bisbal        | Joy              |
| Saison | Miguel Bosé      | Paulina Rubio        | Beto Cuevas         | Jenni Rivera †   |
| 2      | Ximena Sariñana  | Jesús Navarro        | Ha*Ash              | Espinoza Paz     |
| Saison | Wisin & Yandel   | Alejandra Guzmán     | Marco Antonio Solís | David Bisbal     |
| 3      | Prince Royce     | Motel                | Edith Márquez       | Paty Cantú       |
| Saison | Ricky Martin     | Laura Pausini        | Julión Álvarez      | Yuri             |
| 4      | Mario Domm       | Alex Ubago           | Ricardo Montaner    | Poncho Lizarraga |
| Saison | Alejandro Sanz   | Los Tigres del Norte | Gloria Trevi        | J Balvin         |
| 5      | Paty Cantú       | Diego Torres         | Manuel Carrasco     | Julión Álvarez   |
| Saison | Maluma           | Laura Pausini        | Carlos Vives        | Yuri             |
| 6      | N/A              | N/A                  | N/A                 | N/A              |
| Saison | Maluma           | Anitta               | Carlos Rivera       | Natalia Jiménez  |
| 7      | Piso 21          | Prince Royce         | Tommy Torres        | Sofía Reyes      |
| Saison | Ricardo Montaner | Yahir                | Belinda             | Lupillo Rivera   |
| 8      | TBA              | TBA                  | TBA                 | TBA              |

Coaches' advisors
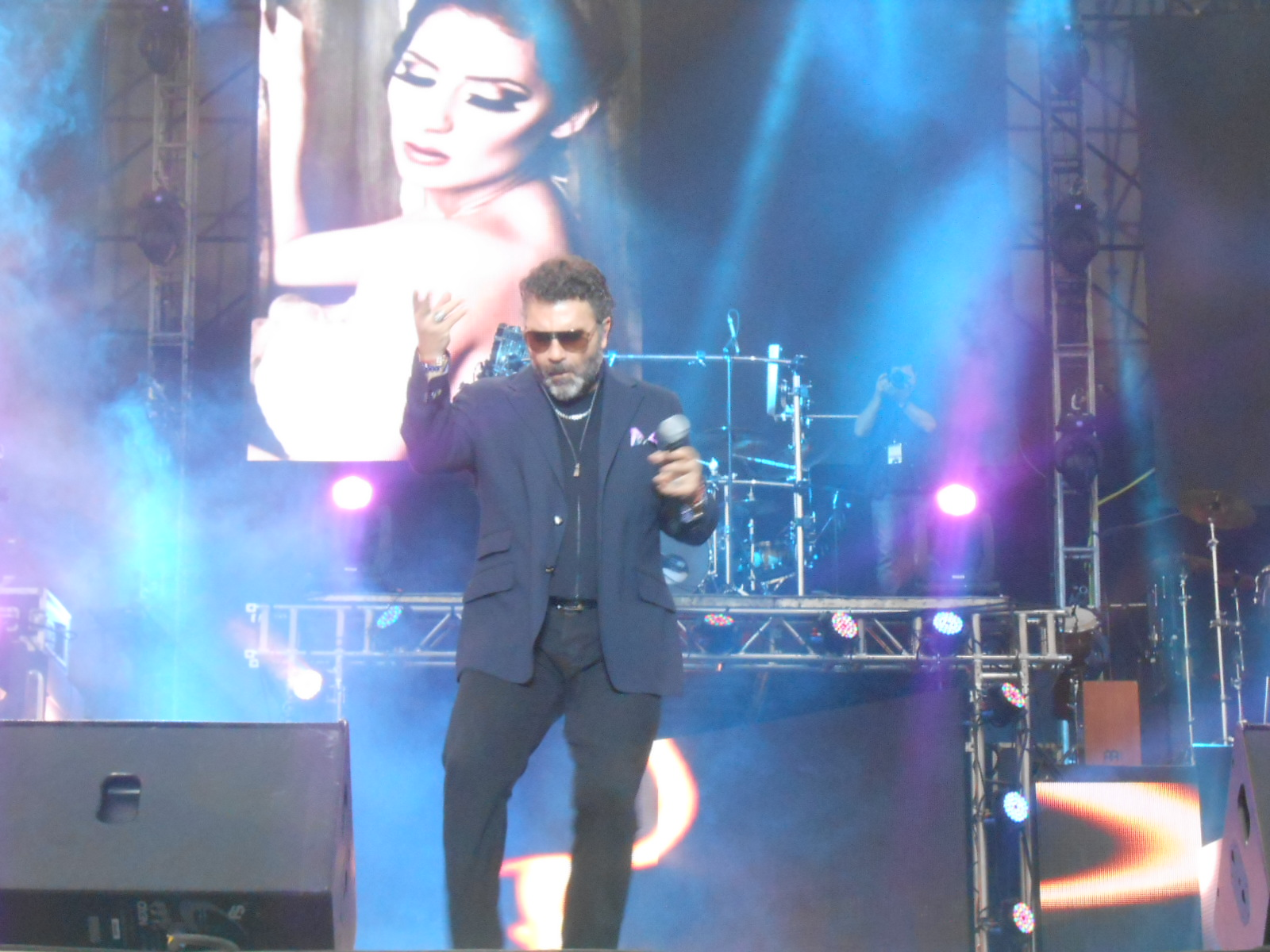
Manuel Mijares Team Lucero (2011)
David Bisbal Team Espinoza (2011)
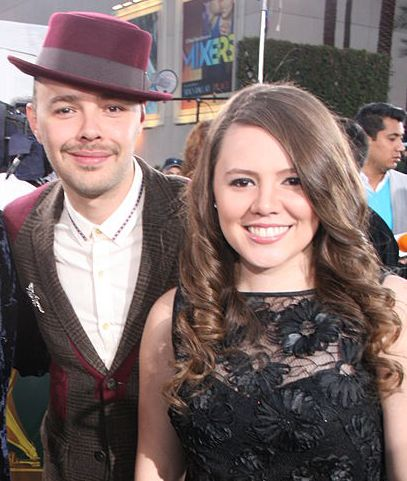
Joy Team Syntek (2011)
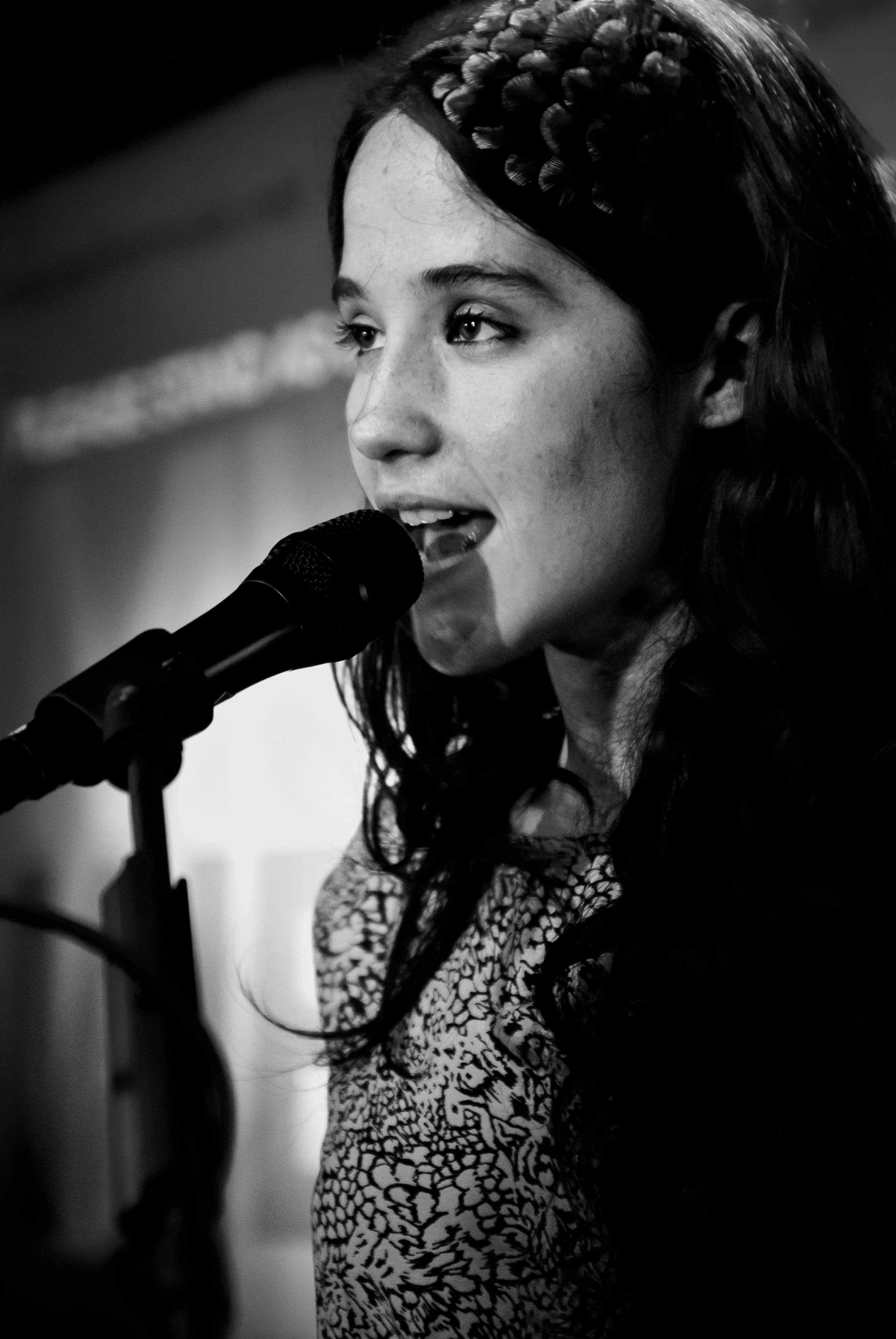
Ximena Sariñana Team Bosé (2012)
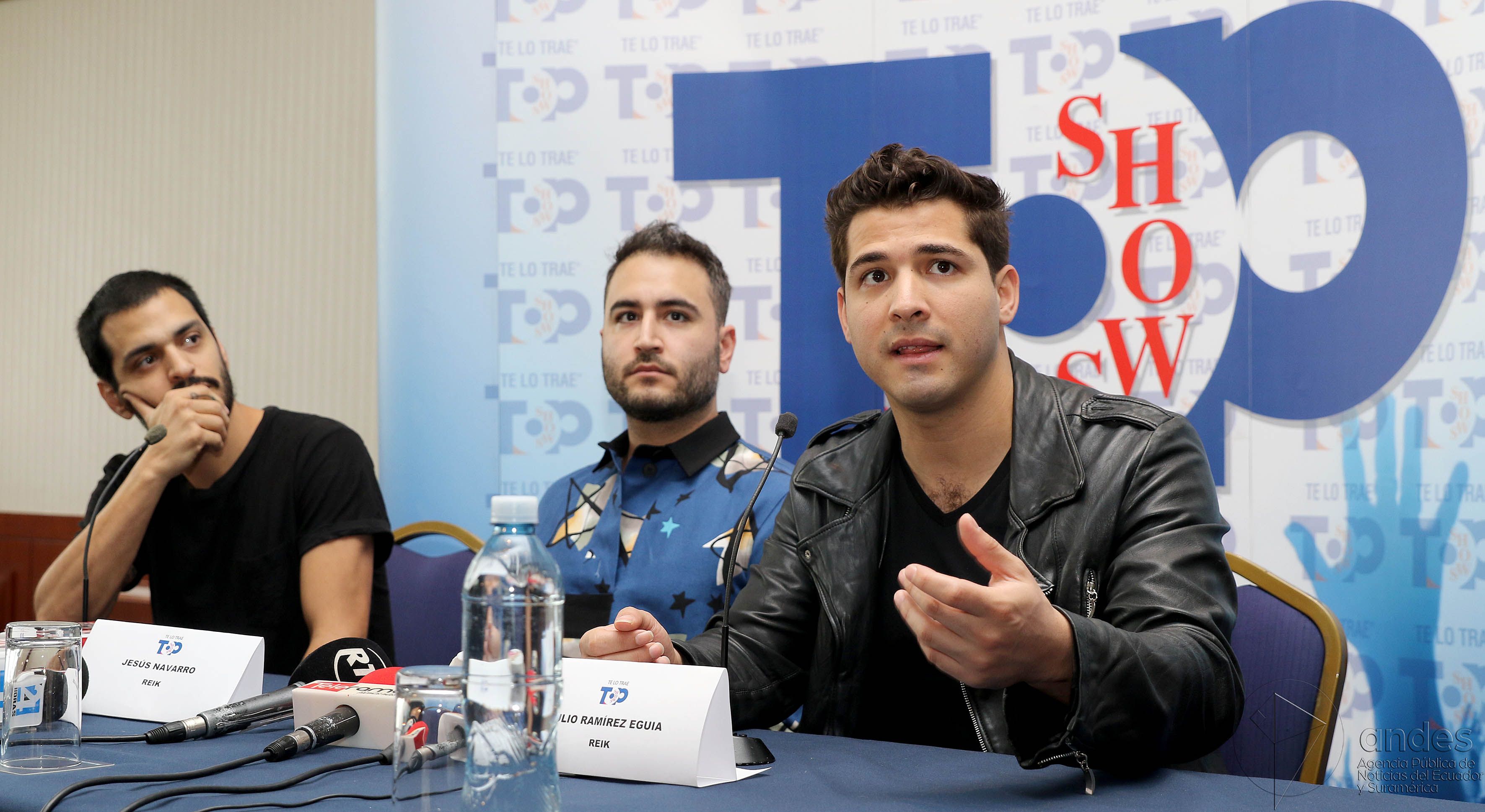
Jesús Navarro Team Rubio (2012)
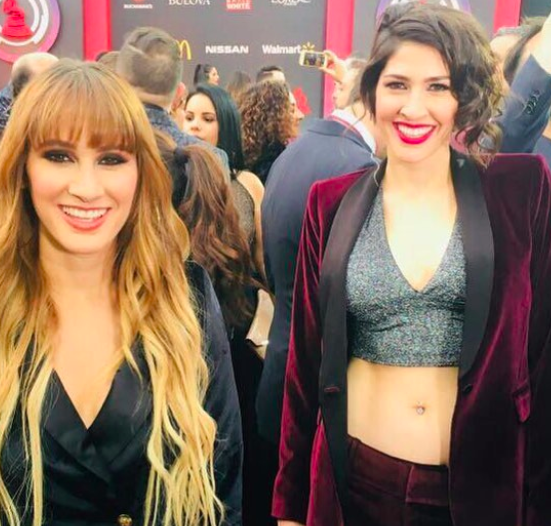
Ha*Ash Team Cuevas (2012)
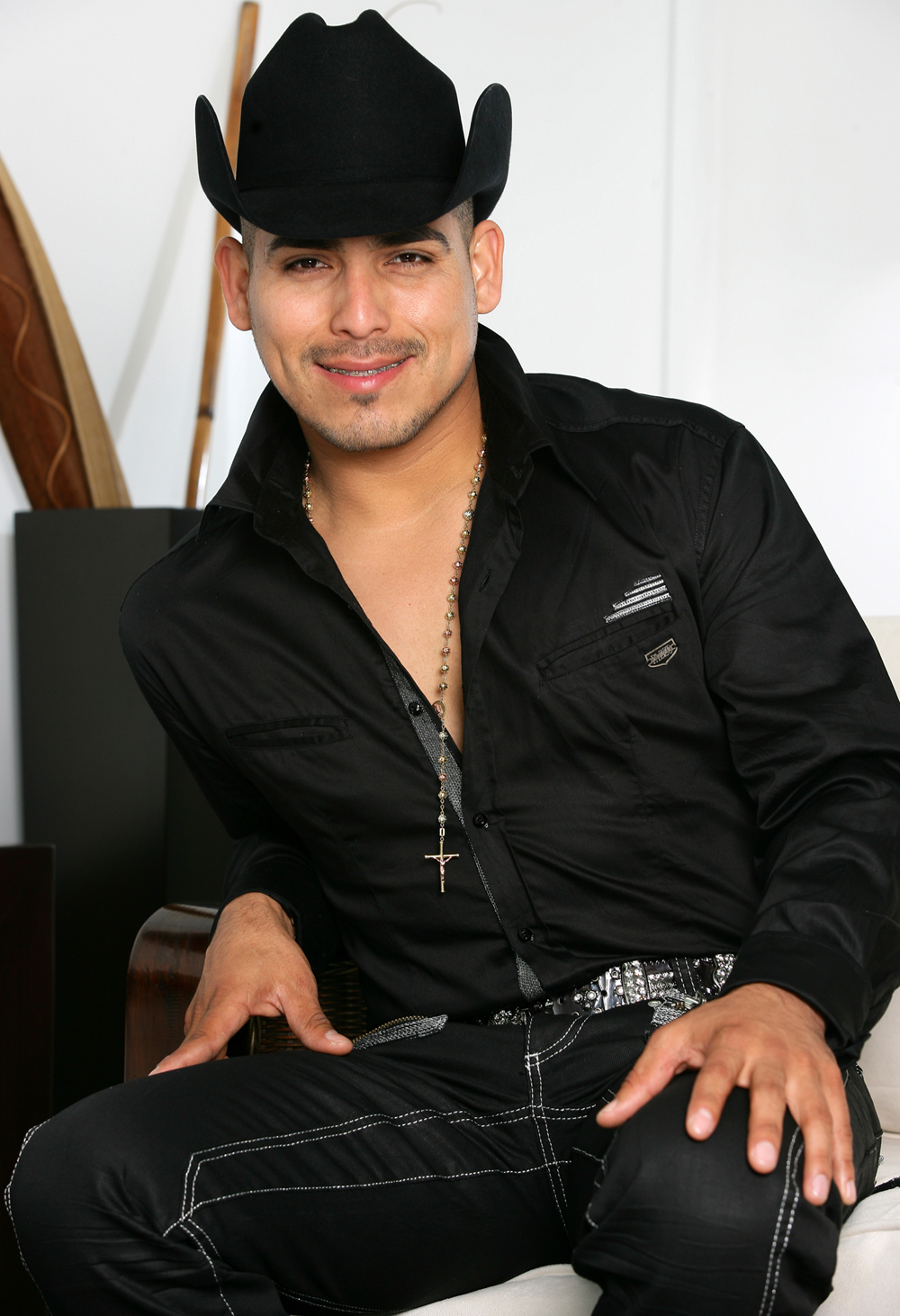
Espinoza Paz Team Jenni (2012)
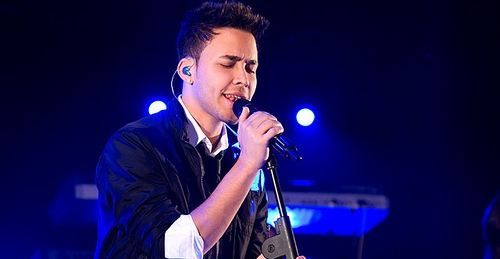
Prince Royce Team Líderes (2013)
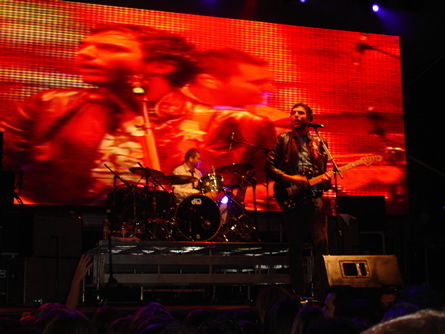
Motel Team Guzmán (2013)
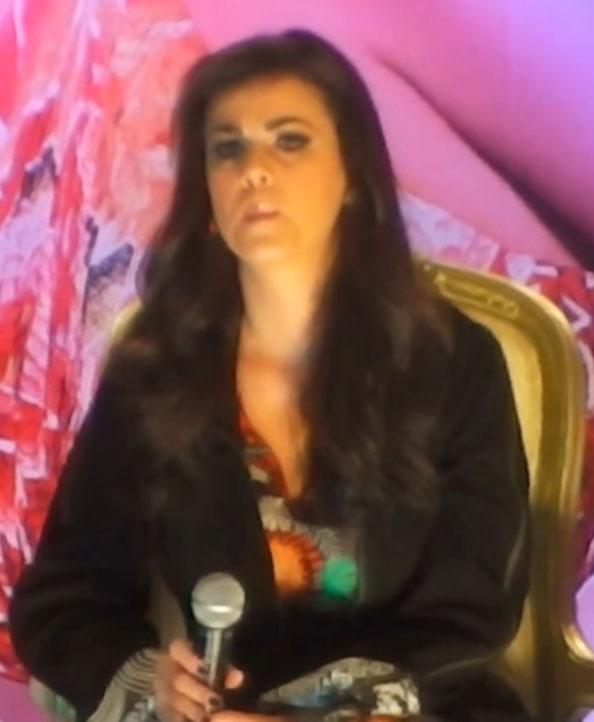
Edith Márquez Team Solís (2013)
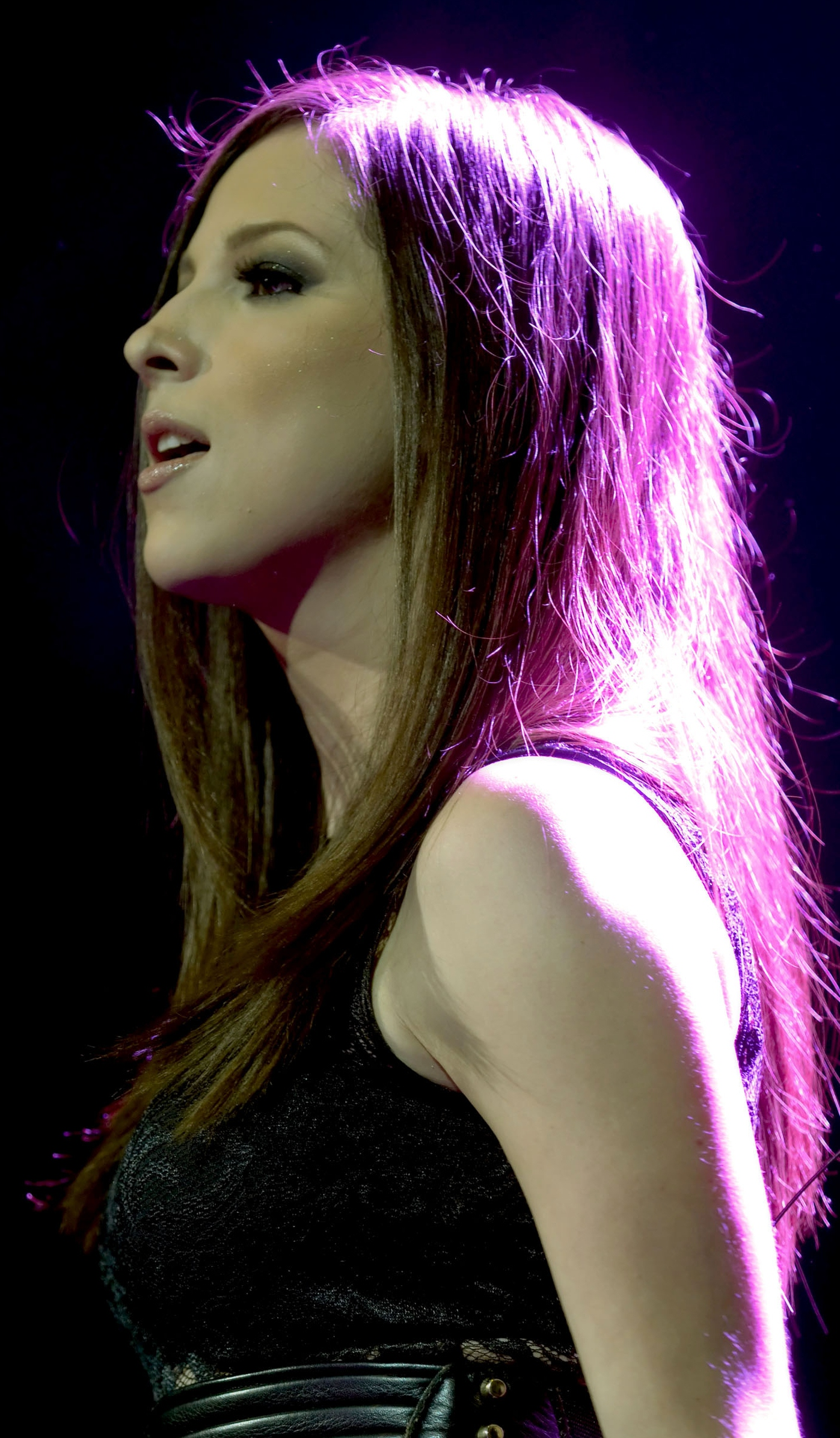
Paty Cantú Team Bisbal (2013)
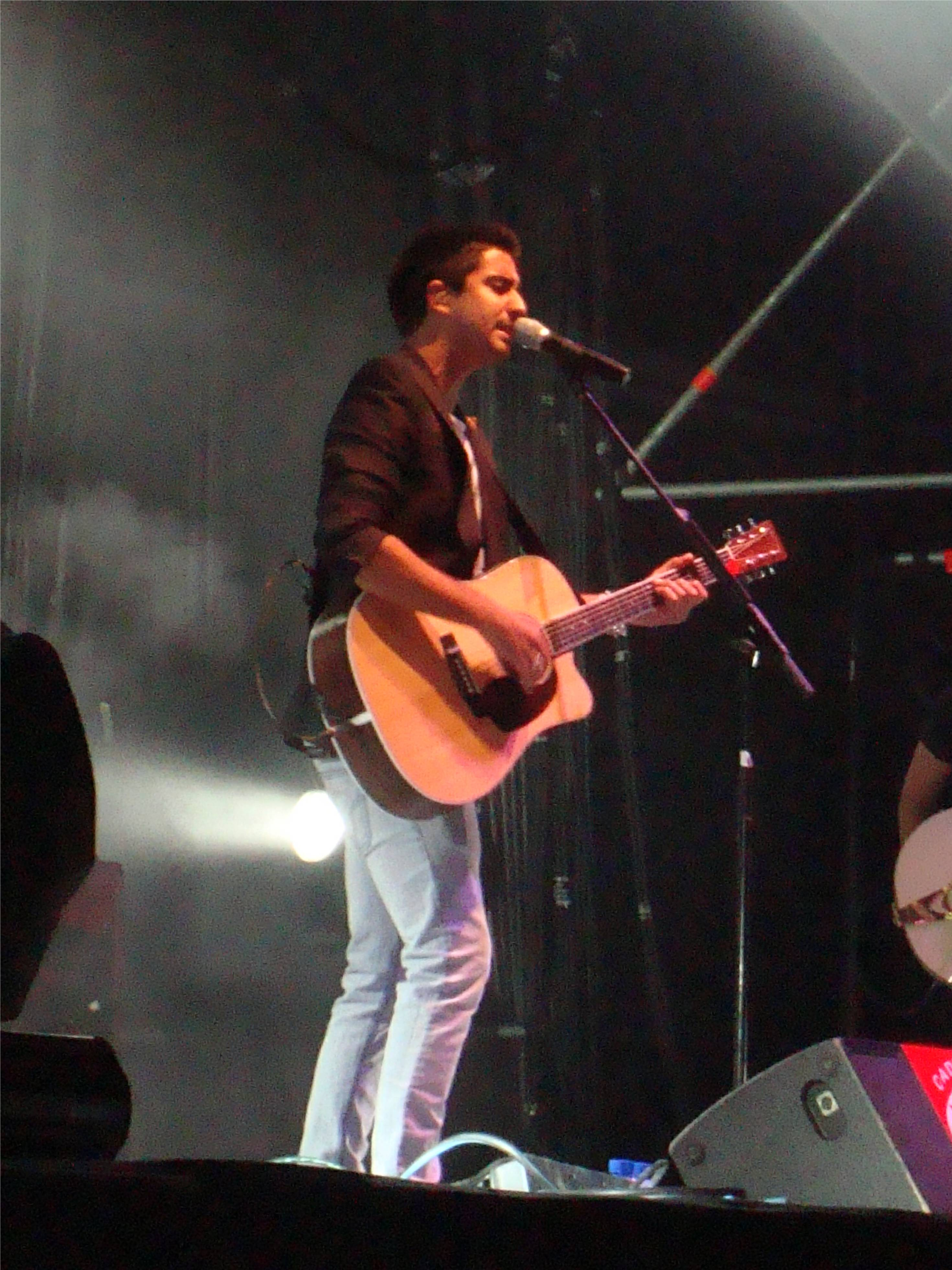
Alex Ubago Team Pausini (2014)
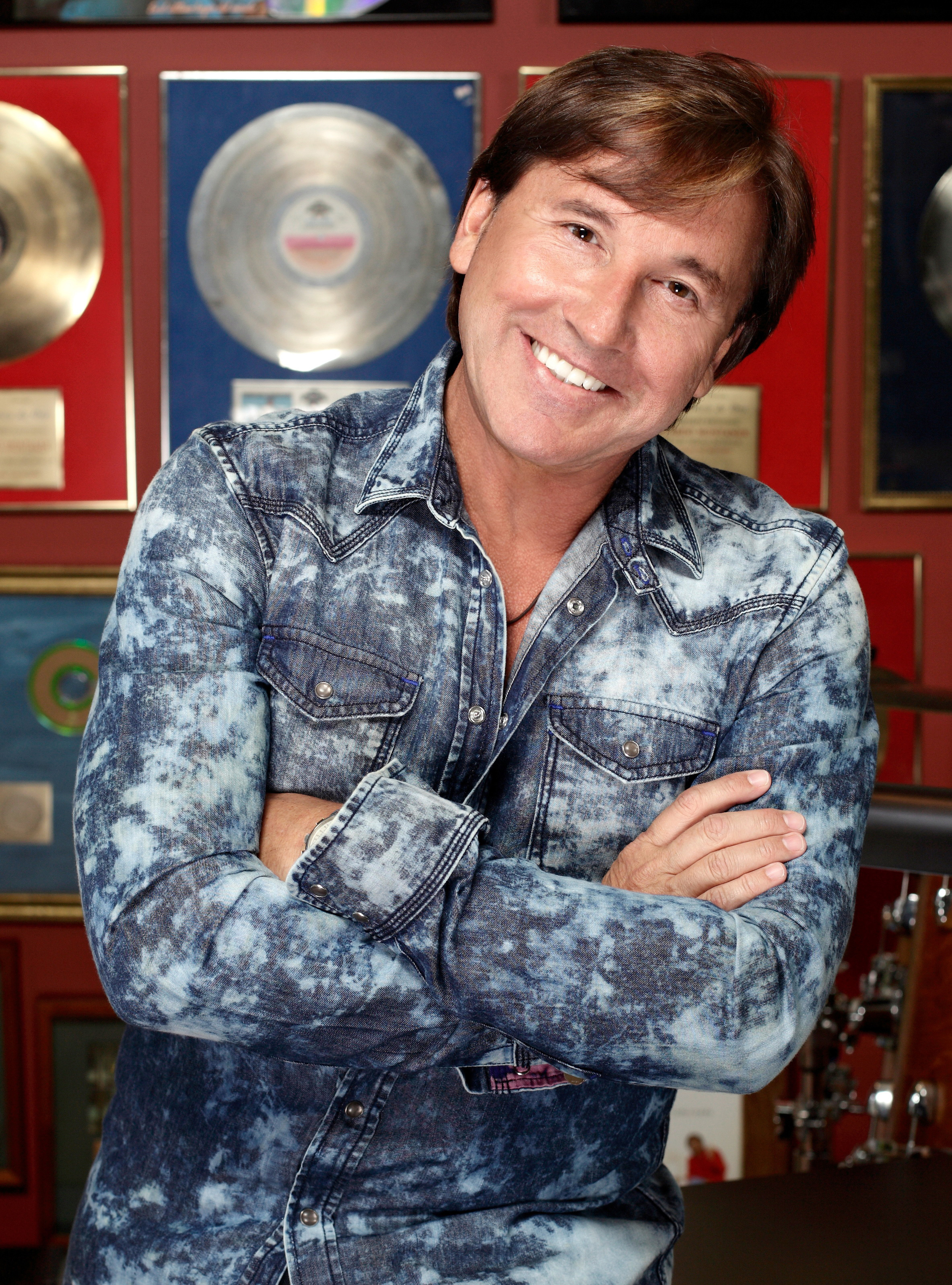
Ricardo Montaner Team Julión (2014)
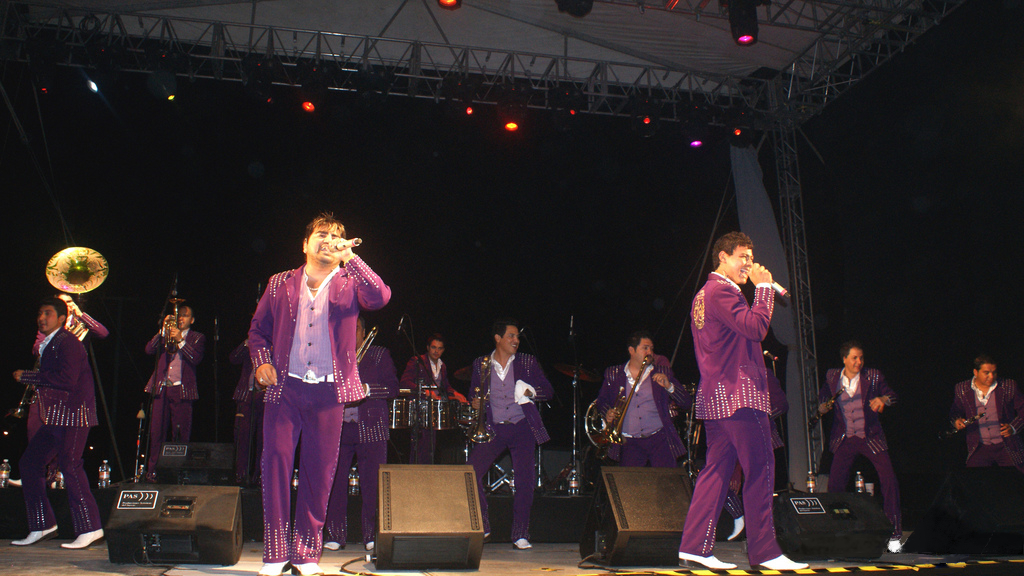
Poncho Lizárraga Team Yuri (2014)
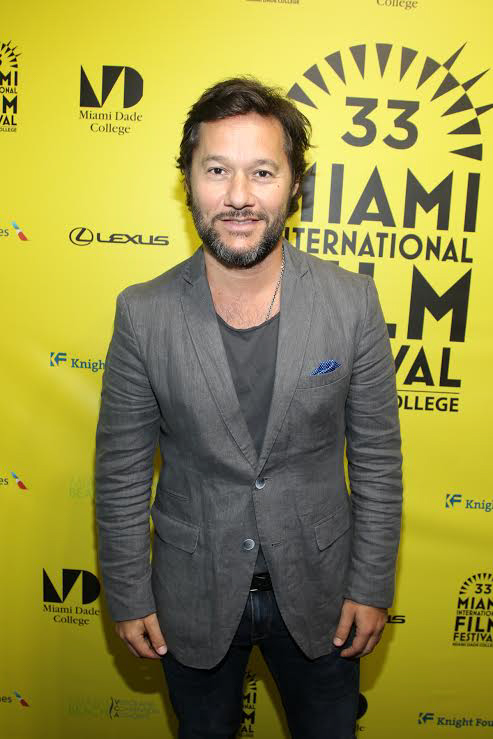
Diego Torres Team Tigres (2016)
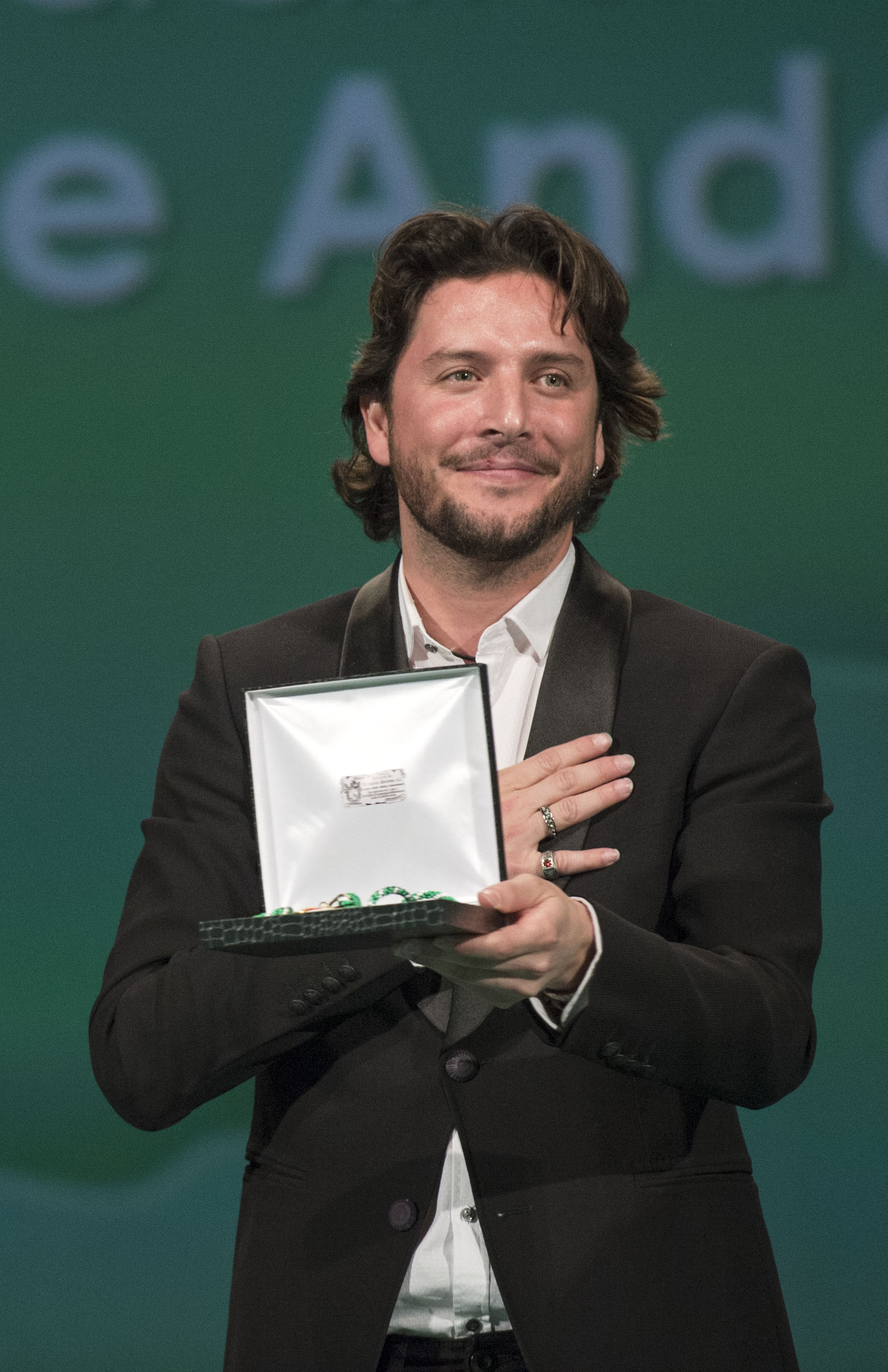
Manuel Carrasco Team Trevi (2016)
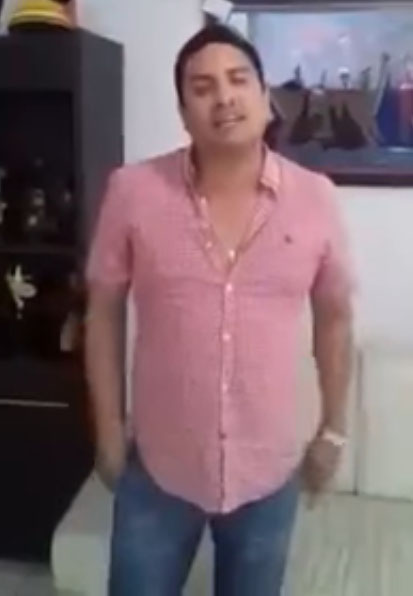
Julión Álvarez Team Balvin (2016)
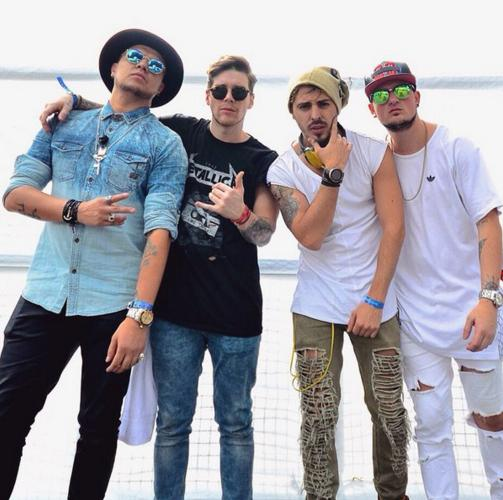
Piso 21 Team Maluma (2018)
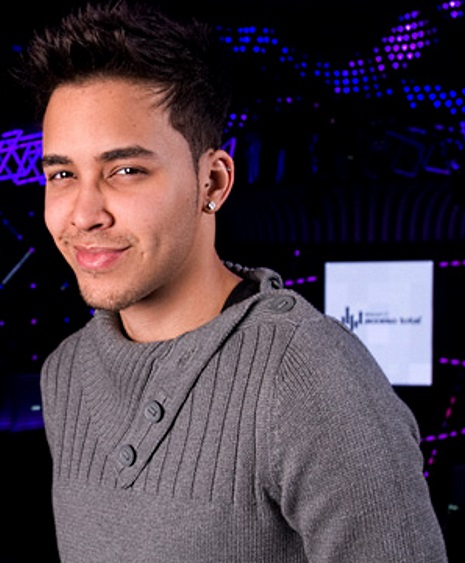
Prince Royce Team Anitta (2018)
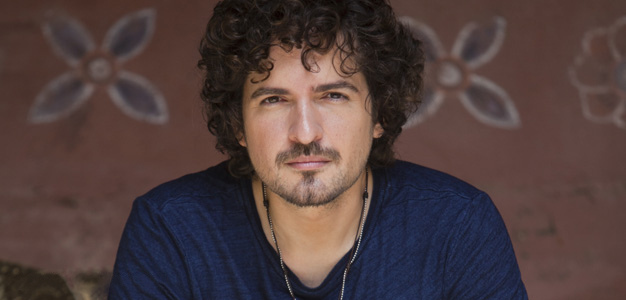
Tommy Torres Team Rivera (2018)
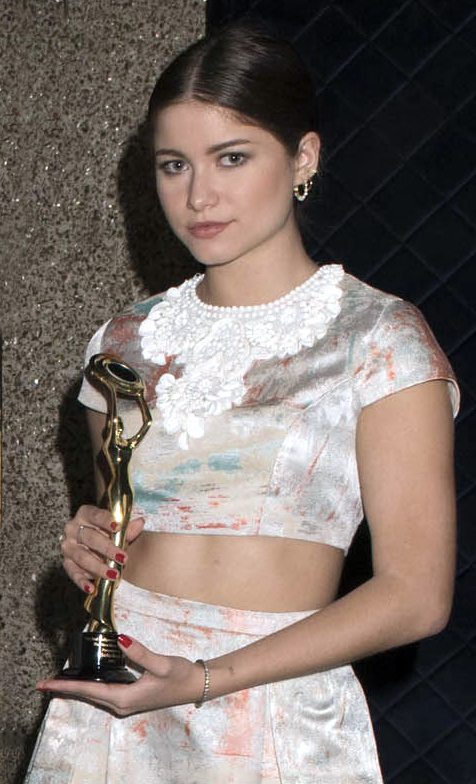
Sofía Reyes Team Natalia (2018)